# Impossible Princess
Az Impossible Princess (Európában röviden Kylie Minogue néven) az ausztrál énekesnő, Kylie Minogue hatodik stúdióalbuma, mely 1997. október 22-én jelent meg a Deconstruction, a BMG és a Mushroom Records kiadónál. Az énekesnő korábbi munkáihoz képest nagyobb kreatív irányítást biztosított a projekt felett, társproducerként és zeneszerzőként, a Brothers in Rhythm, a Manic Street Preachers, David Ball, és Rob Dougan közreműködésével. 
A 90-es évek közepén, végén a techno és a britpop forradalma által befolyásolt Impossible Princess hangzásában jelentősen eltér Minogue korábbi munkáitól. A kísérleti lemeznek készült anyag a dance zene sötétebb stílusainak széles skáláját öleli fel, beleértve a trip hopot, az elektronikus dance zenét, és a rockot. Szöveg szempontjából az album Minogue önfelfedezésére fókuszál a világméretű utazások sorozata után, és a szólásszabadság, a kapcsolatok és az érzelmek témáival foglalkozik. 
Megjelenésekor az album kritikai és nyilvános fogadtatása megosztó volt, az új zenei rányzat, és Minogue intim szövegei miatt. Kereskedelmi szempontból az album Top 10-es volt Ausztráliában, Skóciában, és az Egyesült Királyságban. A brit média azonban kigúnyolta európai sikertelenségét. Az albumról négy kislemez jelent meg, köztük két brit Top 20-as, a „Did It Again” és a „Breathe”. Minogue 1998-ban indult el az Intimate and Live Tourra, hogy népszerűsítse az albumot. 
Utólag az Impossible Princess albumot Minogue legszemélyesebb és legfélreérthetőbb munkájaként említik a különféle kritikusok. Ennek ellenére Minogue azt mondta, hogy soha nem hozna létre mégegy stúdióalbumot olyan személyes dalokból, mint az Impossible Princess. Az album eredeti megjelenése óta eltelt 25. év ünneplésére 2022 októberében jelent meg először bakelitlemezen, ami az újjáéledéséhez vezetett, és új csúcsokat ért el a slágerlistákon. 

## Előzmények
Minogue 1992-ben elhagyta a PWL kiadót kreatív nézeteltérések miatt, és a következő évben három albumra szóló szerződést írt alá a Deconstruction kiadóval. Sokféle emberrel dolgozott együtt, hogy különböző hangokkal kísérletezzen, köztük a brit Brothers in Rhythm duóval. Első ajánlatuk Minogue saját elnevezésű albuma volt 1994 végén, amely Ausztráliában a harmadik helyen, az Egyesült Királyságban pedig a negyedik helyen végzett. Az album promóciós kötelezettségei mellett Minogue számos projektben vett részt, és bővítette színészi karrierjét. Köztük volt a nagy költségvetésű Street Fighter – Harc a végsőkig 1994-ben, és a Bio-Dome 1996-ban filmek, amelyeket a kritikusok negatívan fogadtak. Minogue Nick Cave ausztrál zenésszel és csapatával, a Bad Seeds-szel dolgozott az 1995-ben megjelent „Where the Wild Roses Grow” című dalon, amely Ausztráliában a második, az Egyesült Királyságban pedig a 11. helyen landolt. A dal 1996-ban három ARIA díjat kapott a legjobb poplemez, kislemez, és az év dala kategóriában.
Minogue barátsága Nick Cave-val az évek során folytatódott, és Cave tanácsára Minogue 1996 júliusában a londoni Royal Albert Hall-ban elszavalta az 1987-es „I Should Be So Lucky” dalszövegét. Decemberben meglepetésszerűen fellépett egy Manic Street Preachers koncerten a londoni Shephers's Bush Empire-ban, és a „Little Baby Nothing” című dalt énekelte velük. A dalt eredetileg Minogue duettjének tervezték, de nem valósult meg a PWL-lel kötött szerzés alatt. Mindkét 1996-os fellépését új alteregójának, az „IndieKylie”-nak a kiindulópontjaként tekintették, amely álnév Minogue rockzene felé mozdulását jellemezte. Minogue aztán romantikus kapcsolatot kezdett Stéphane Sednaoui francia fotóssal, és számos utazásra elkísérte őt, hogy ihletett merítsen készülő lemezéhez. Az utazás végére Minogue beleszeretett az élménybe, és úgy érezte, hogy „igazán névtelen, és szabadon lehet önmaga”.

## Felvételek és összetétel
Az album előkészületei 1995 közepén kezdődtek, miután a Brothers in Rhythm-mel találkozott, és megkezdődtek az album felvételei. 1997 júniusáig az albumot huszonegy hónapon keresztül készítették, és a Deconstruction az utolsó simitásokat tette hozzá. Az album felvétele csaknem két évig tartott – ez a leghosszabb időszak, amikor Minogue egy projekten dolgozott, mióta az ausztrál Neighbours szappanoperában szerepelt 1986 és 1988 között. Számos irányváltás, remix, és társszerző meghosszabbította a folyamatot, ami időként felzaklatta, és feldühítette Minogue-t. A Brothers in Rhythm tagja, Steve Andreson kifejtette, hogy ez mindenki „tiszta perfekcionizmusának” köszönhető. Minogue úgy érezte, hogy az albumra érdemes volt várni.

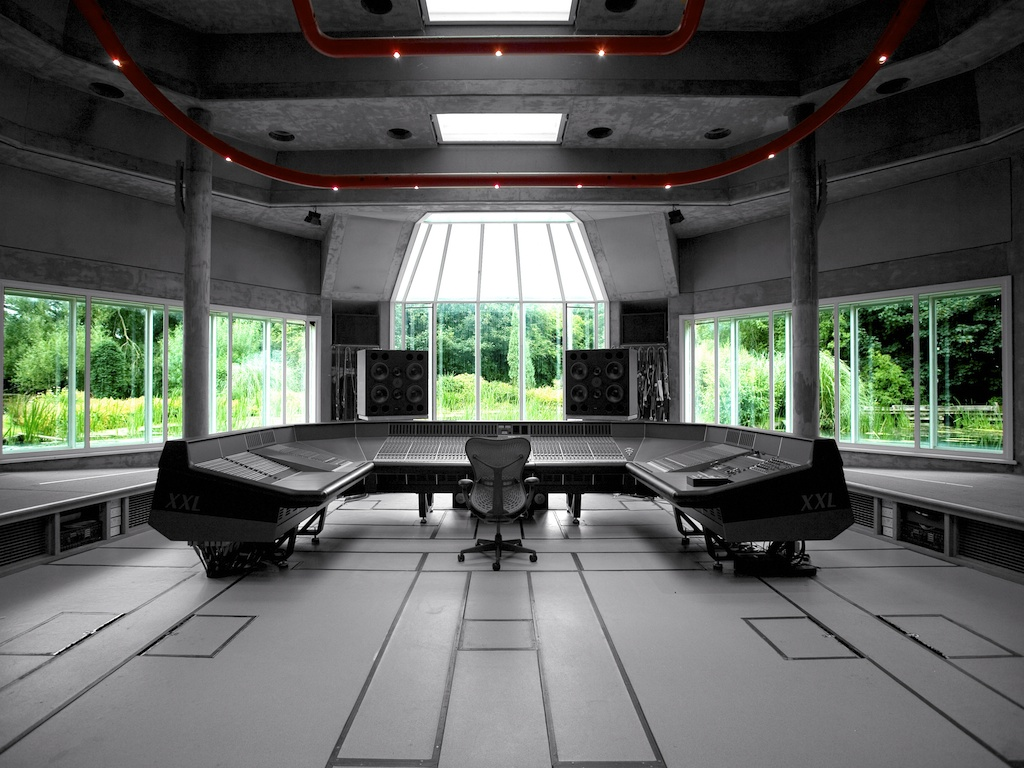
Az Impossible Princess felvételei ebben a Real World nevű stúdióban készültek. (A kép 2013-ban készült)

Minogue utazásai Sednaoui-val, a Deconstruction kiadó munkatársaival, és a kiadó ügyfeleivel, köztük Björkkel, a Garbage-val, és Tricky-vel – ihlették az albumot. Sednaoui és Cave kulcsfontosságú tényezők voltak az album elkészülésében. A Kylie című 2014-ben megjelent életrajzi könyvben Sean Smith megjegyzi, hogy Sednaoui óriási hatással volt Minogue önmagába vetett hitére, és hozzájárult jövőképének kialakításához, míg Cave segített neki a múlt befogadásában. Minogue azután kezdett el dalszövegeket írni, hogy Sednaoui és Cave meggyőzte őt, hogy vegye át a következő zenei projekt irányítását. Az album minden dalát ő írta – ezzel szemben 1994-es stúdióalbumán csak egy dalt írt társszerzőként. Nem volt konkrét módszere az írásra, folyamatosan írt a füzetébe, és számos dalt komponált az ünnepek alatt.
A „Cowboy Style” és a „Dreams” a legkorábbi dalok közé tartozott, amelyeket Minogue írt az albumra. A szövegek és a dallamok könnyen jöttek neki. Minogue elképzelte, hogy előadja a „Too Far”-t, miközben a szövegein dolgozott, amit egy helyi kávézóban meg is tett. A dalokat könnyűnek találta megírni, és nem úgy hangzott, mint amit korábban írt. Szerette volna a legtöbbet beletenni, beletenni magát az albumba, mert úgy érezte, hogy a dalok személyesebbek így. „Korábban írtam dalszövegeket, amelyek szépen rímelt szavak voltak. Most olyan dalaim vannak, amelyekben az elejétől a végéig nem akarok több szót, és nem akarok egyetlen szót sem eltávolítani”, mondta Minogue.

### Közös munka a Brothers in Rhythms-szel
A Brothers in Rhythm összeállított néhány dalt, amelyet eredetileg az Impossible Princess albumra szántak, de kihagyták, miután Minogue írni kezdett, és látták, hogy művészként fejlődik. Annak érdekében, hogy szoros legyen az együttműködés a Brothers in Rhythm-szel Minogue a csapattagokkal megosztott egy házat, közel a Real World Studios-tól mellett az út másik oldalán Box-ban, Wiltshire-ben, ahol minden reggel bemutatta az előző esti dalszövegeket Dave Seaman-nek, a Brothers in Rhythm producerének. Minogue ezután elénekelte a dallamra való ötleteit, akik megpróbálták megkomponálni a háttérszámokat, megtalálni a megfelelő stílust, rögzíteni a demókat, és mindegyikhez szöveg és dallamötletet adni. A munkálatok főleg a Real World Studios-ban zajlottak, ahol a demókat is korrigálták. A vonósokat a londoni Sarm West Studios-ban adták hozzá, majd a dalokat visszaküldték a Real World Studio-ba, hogy elkészítsék a végső változatot, amelyeket Alan Bremner hangmérnök dolgozott fel.

### Egyéb együttműködések

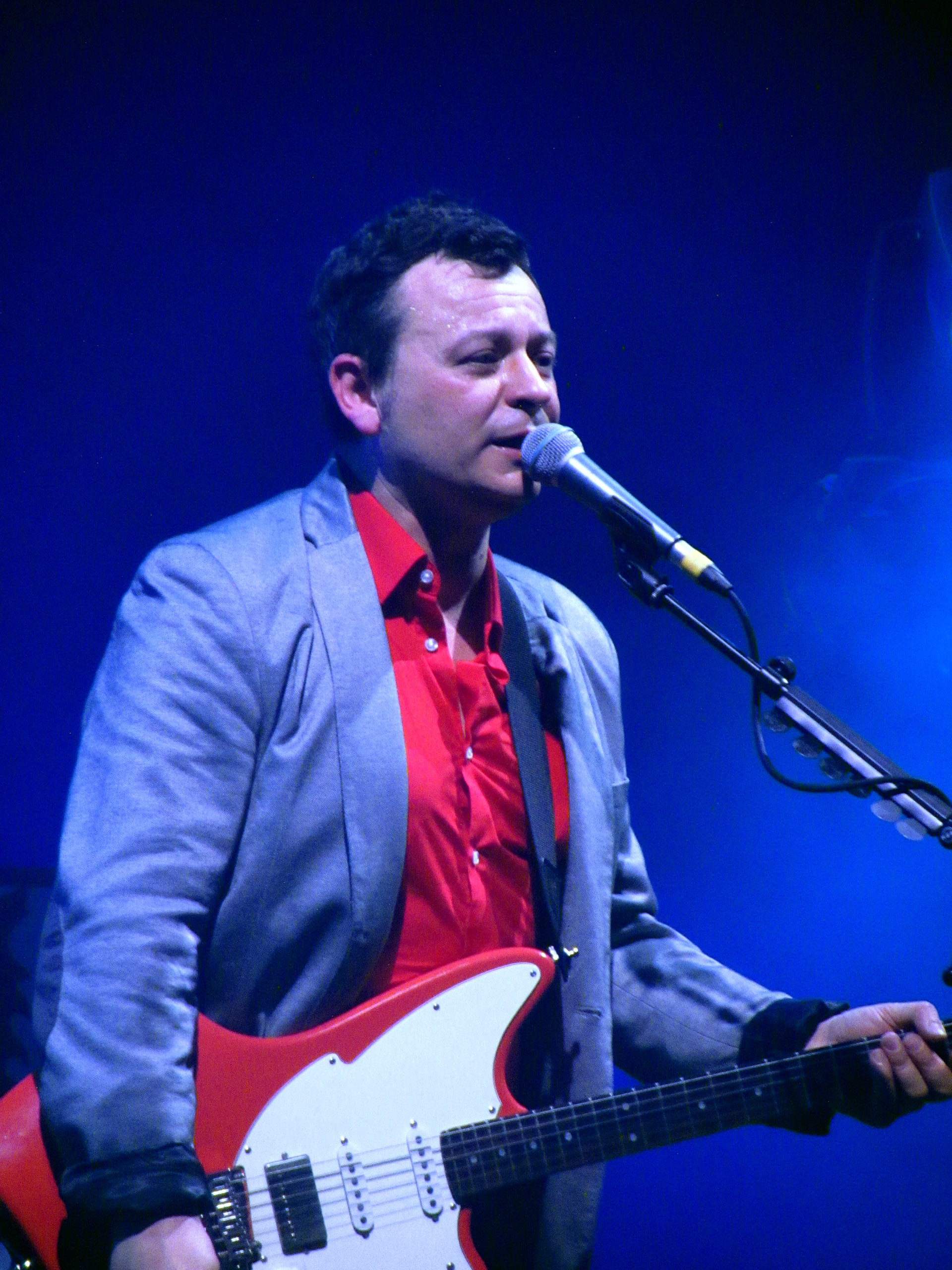
James Dean Bradfield, aki Minogue albumára két dalt is írt, és ő volt a producere is.

A Deconstruction arra ösztönözte Minogue-t, hogy a Brothers in Rhythm-mel folytatott közös munkán kívül más előadókkal is dolgozzon együtt, hogy elegendő potenciális dalt készítsen kislemezként. Mint 1994-es albumán, Minogue is nyitott volt arra az ötletre, hogy különböző producerekkel kísérletezzen. A „Through The Years”, a „Breathe” és a „Limbo” című dalokat Dave Ball és Ingo Vauk producerekkel írta ottoni stúdiójukban. Minogue Ball és Vauk dalának hallatán 10 percen belül írta meg a „Through the Years” dalszövegét. Minogue hallott Rob Dougan munkásságáról, és úgy gondolta, hogy érdekes lenne vele dolgozni. Ők írták és készítették el a „Jump” című dalt. Két dalon dolgozott az angol Olive zenekarra, de azokat végül nem vették fel. Cave írt egy dalt az albumra Minogue szövegei alapján, „Soon” címmel, de csalódott volt a felvételekben, és elvetették.
Minogue elmondta James Dean Bradfield-nek, hogy a Manic Street Preachers-től világos elképzelése volt arról, hogyan akarja megszólaltatni a dalt először, amit otthon készített. Minogue nehezen tudta újraírni Bradfield „I Don’t Need Anyone” című demóját, ezért kivette az eredeti demo dalszöveg egyes darabjait, és Nicky Wire segítségével összekeverte más dalszövegekkel, hogy elkészítse a kész szöveget az „I Don’t Need Anyone” kész változatára. Érdekesnek találta ezt a megoldást, és megismételte Bradfielddel, és Sean Moore-val a „Some Kind of Bliss” című dalnál. Úgy érezte, hogy a szövegek együtt működnek, és elégedett volt a végeredménnyel. Bradfield és munkatársa Dave Eringa készítette mindkét dalt.

## Zenei stílusok
Zeneileg az Impossible Princess különféle zenei stílusokat ölel magába, ugyanis Minogue azt akarta, hogy az album az ő sokoldalúságát tükrözze. Ez eltér a korábbi hangzásvilágtól, a tánczene különböző elemeit öleli fel. A zenekritikusok kommentálták az album zenei sokszínűségét. Marcel Anders (Orkus) és Nick Levine (Digital Spy) tánclemeznek titulálta, míg a Who magazin egyik írója azt írta, hogy az album a trip hoptól, a fáklyás daloktól, a karcos gitárpopig, és diszkó számokig mindent felölel. A Sputnikmusik írói rámutattak a trance, a rock és az alternatív hatásokra, és úgy írták le az albumot, mint "olyasmit, amit az ember Björktől várna el. Michael Dwyer (The West Australian) úgy találta, hogy a kluborientált produkció tette kiemelkedővé az albumot. Chris True (AllMusic) és Sal Cinquemani (Slant Magazine) a lemezt egy 1990-es évek közepén-végén átívenő elektronikus és britpop mozgalmak részeként említette.

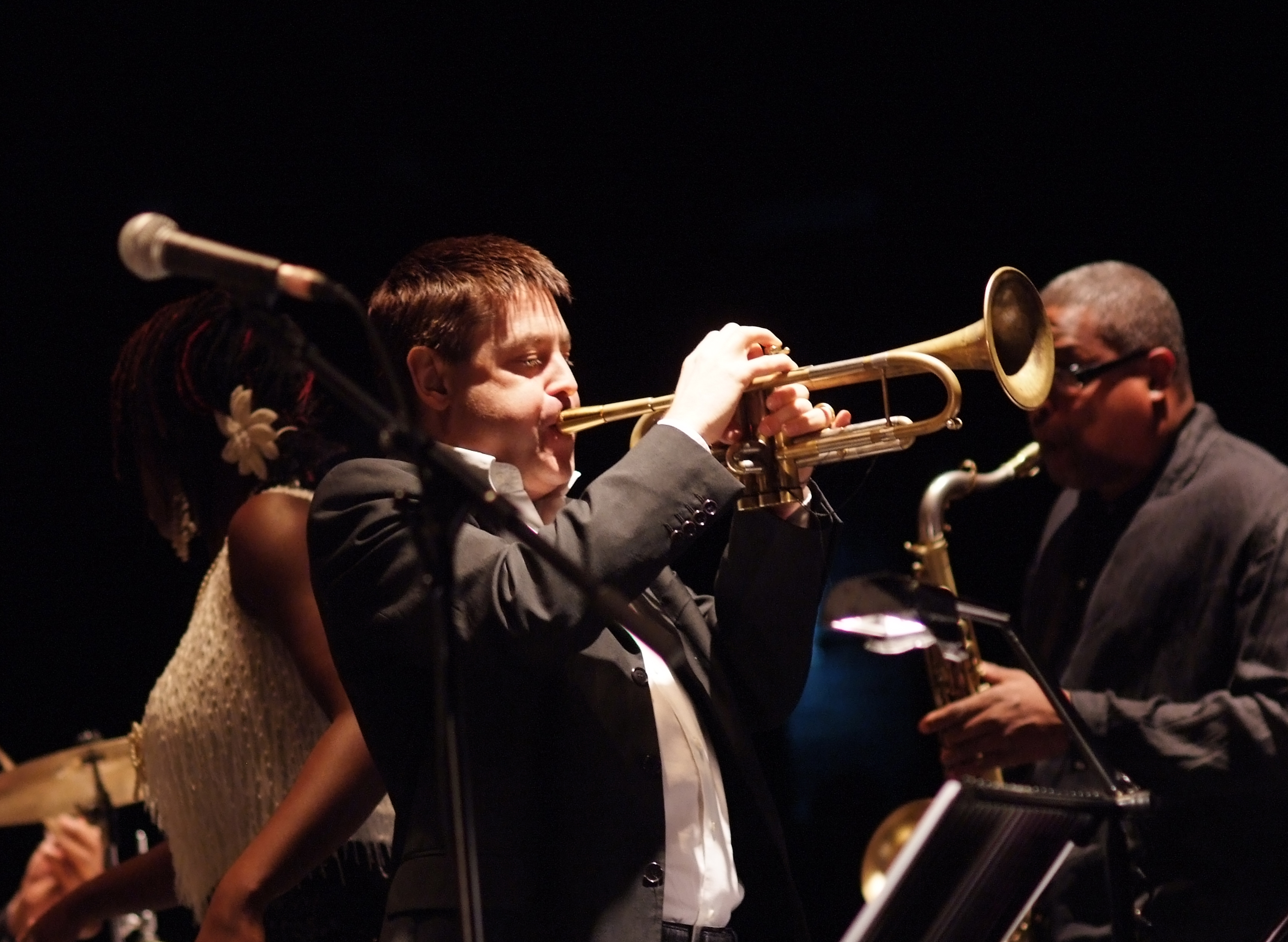
Guy Barker zenész trombitaszólót játszik a „Through the Years” című dalban 2007-ben.

A "Cowboy Style" egy country-dal, amelyre a kelta zene, és törzsi ütős hangszerek hatnak. Ian Phillips, a Sputnikmusic munkatársa azt írta, hogy a "Dreams" zenekari popballada kísérteties hangzású vonósok, dübörgő basszusgitár és dob keverékét használja. Cinquemani úgy jellemezte a kaotikus drum and bass-t, hogy a "Too Far" éles breakbeatet, és Moby stílusú zongoramenetet tartalmaz, mely buja vonósok keverékével társul. A "Drunk" trance dalként, a "Limbo" pedig a rock és techno hibridje a The Chemical Brothers stílusában. A "Jump" egy sötét trip-hop szám, míg a "Say Hey" és a "Breathe2 finom elektronikusan átitatott dalok. A "Through the Years" tompa kürtöket, kísérletező énekeket, és gyászos szöveget tartalmaz. A dalt Cinquemani Björk 1993-as "Venus as a Boy" című kislemezéhez hasonlította.
A lemez énekhangja a kimondott szó és rap szegmenseit tartalmazza, a suttogás és az ének mellett. John Mangan az ausztrál The Age újság munkatársa úgy gondolta, hogy a dalokat őrá szabták. A Who egyik írója megjegyezte, hogy Minogue saját hangját fejleszti az albumon, és azt mondta, hogy "egyik pillanatban lélegzetvisszafojtva suttog, a másikban pedig úgy visít mint a fiatal Sinéad O’Connor. Egy másik író viszont úgy érezte, hogy Minogue soha nem hangzott "emberibbnek", és számos dal bemutatja egyedi megfogalmazását. A Kylie: Naked (2012) című életrajzában Nigel Goodall és Jenny Stanley-Clarke Minogue énekét Tori Amos, Björk, Sinéad O’Connor, Kate Bush vagy Madonna énekhangjához hasonlította. Cinquemani és Dwyeer Minogue csábító átadását is Madonnához hasonlította, és énekhangját "szexinek" és megbízható titkos fegyvernek minősítette. Larry Flick a Billboard munkatársa megjegyezte, hogy Minogue elhagyta a tökéletes hangmagasságú énekhangot és hagyta, hogy a "furcsa zajok" szabadon follyanak az albumon.

## A dalok témái
Az "Impossible Princess" a romantikus kapcsolatok, az önfelfedezés, az érzelmi fájdalom, és a szólásszabadság témáival foglalkozik. A kritikusok és Dave Seaman megjegyezték, hogy Minogue személyes hozzájárulása jelentősebb volt ezen az albumon, mint a korábbiakon. Az album nagy része önéletrajzi jellegű, mely Minogue előző két évének életén alapul. Sean Smith úgy gondolta, hogy a dalok jobban elárulják az életét, mint bármely interjú, mivel összetettebbek, komolyabbak, introspektívabbak, és kihívásokkal telibbek, mint a korábbi albumok dalai. Minogue paranoiájáról, fájdalmáról, és haragjáról beszél a Too Far című dalban, amelyben gyors, kósza módon énekel a klausztrofóbiáról. A brit sajtóban Minogue-ról publikált negatív történetek ihlették a Did It Again című dalt. A dal arról szól, hogy Minogue küzd, hogy megtalálja önmagát. Agresszív énekstílust használ, és nyafog, hogy mennyire el van rontva, annak ellenére, hogy mindene megvan. A "Jump" című dalban azt tanácsolja a nyilvánosságnak, hogy pályafutása során fogadják el őt, és személyes döntéseit.
Az "I Don't Need Anyone" című dalnak nincs lineáris történetszála, a szövegsorozat négy dalból készült, mindegyik más-más hangulatot, és történetet tolmácsolt. Cinquemani megjegyezte, hogy az Minogue vadul kijelenti függetlenségét, miközben elismeri veleszületett sebezhetőségét. A "Some Kind of Bliss2 Minogue élményeiről beszél, amikor távol volt az emberektől, és boldog volt. A Japánban írt ötödik dal, a Breathe kifejezi azon képességét, hogy intenzív környezetben elmélkedjen és békésnek érezze magát. Phillipes azt írta, hogy a "Dreams" című dal a záró filmes dal, mely egy elgondolkodtató tündérmesét mesél el.
A lemez további fennmaradó dalai a Sednaoui-val való kapcsolatáról szólnak. A "Cowboy Style" részletezi az első találkozását Sednaoui-val. Minogue Spanyolországban írta a "Limbo"-t, amelyben arról beszél, hogy képtelen elhagyni egy bizonyos országot, hogy találkozzon valakivel a bürökráció problémái alatt. A Sednaoui-val való kapcsolata ihlette a "Say Hey"-t, amely kiemelei a kommunikáció szükségességét, bár nem mélyed el túlságosan a beszélgetésben. Flick kiemelte a "Limbo"-t, és a "Say Hey" című dalok önvizsgáló dalszövegét, megjegyezve, hogy Minogue sötétebb gondolatokat szabadított ki a tudatalattijából az albumon. A frusztráció része a "Drunk" című dalban is ott marad, amiben Minogue elégedettlennek érzi magát a kapcsolattal, annak ellenére, hogy sokat érez valaki iránt. Minogue megemlíti, hogy találkozott egy barátjával a "Through the Years" című dalban, és bizonytalannak érzi magát, és kételkedik az egész helyzettel kapcsolatban.

## A borító és a cím

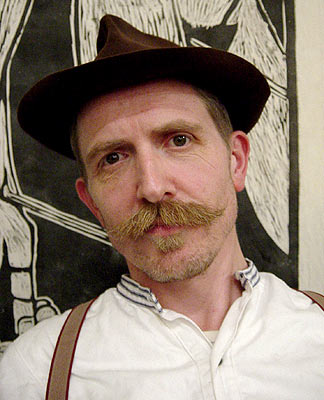
A lemez címe, valamint a „Dreams” című dal utalás Billy Childish (a képen) Break the Harts of Impossible Princesses című novellájára.

Stéphane Sednaoui készítette, és tervezte a lemezborítót. A francia és japán popkultúra által ihletett Sednaoui Nobuyoshi Araki erotikus munkáiból merített ihletett, és megpróbált hasonló esztétikát közvetíteni a fényképeket. Kezdetben a borítót Minogue gésajelmezben ábrázoló kísérleti képei alapján akarták készíteni, a korábbi Towa Tei-el készült közös GBI: German Bold Italic című videoklip alapján is. A végső borítón Minogue ülve, kavergó sokszínű fényekkel körülvéve látható, kék ujjatlan Véronique Leroy miniruhába öltözve, cím és név nélkül. Mivel a Deconstruction az album limitál kiadású hologramos tokkal ellátott változatát akarta terjeszteni, Sednaoui-nak külön grafikát kellett fényképeznie ezekhez a kiadásokhoz. A háromdimenziós lencse alakú hüvely több statikus kamerát igényelt Minogue sötétben történő felvételeihez. Az énekes körül keringő fények hosszú expozíciós hatásának megteremtése érdekében Sednaoui teljesen fekete bodyba öltözött, így nem lehetett látni a felvételeken. A forgatás egy hétig tartott, és Minogue-nak órákig kellet4t pózolnia. Megjegyezte: "A forgatás nagyon nehéz volt, de tudtuk, hogy ha egyszer sikerül, az csodálatos lesz. 2004-ben Minogue a borítófelvételhez viselt ruhát a Melbourne-i Művészeti Központ Ajándékprogramjának adományozta.
A lemez címe utalás az 1994-es Billy Childish által írt  Poems to Break the Harts of Impossible Princesses című
novellára. A könyv egy példányát Minogue-nak szentelték, de véletlenül Nick Cave-nek adták át, aki végül nem sokkal később Minogue-nak adta, mikor elkezdett dolgozni az albumon. Eszébe jutott, amikor a könyv címére nézett, és azt mondta "Megírtam az egészet". Ezen túlmenően úgy vélte, hogy a könyv versei összefoglalják, hogy hol tartózkodott akkoriban a reflektorfényben. Minogue a címet ironikusnak, képzeletbelinek tartotta, és sok igazságot idézett fel az életéből, mondván: "Néha olyan jó érzés az életem, hogy már-már túl sok – olyan, mint egy vicc – és néha olyan jónak kell lennie...de nem úgy érzem." A címre hivatkozik a "Dreams" című dal refrénje is.

## Megjelenés
A Deconstruction 1997 januárjában tervezte az album megjelenését, de végül a megjelenést májusra halasztotta. Az 1997. augusztus 21-i Diána walesi hercegné autóbalesete miatt Minogue és a Deconstruction is úgy érezte, hogy az album címe nem megfelelő, és három hónappal eltolták a megjelenést. Az album a tervezett 1998. januári megjelenését is elhalasztották.  A folyamatos késések miatt a csalódott Minogue megállapodott a kiadójával, hogy átnevezzék az albumot Kylie Minogue-ra Európában és az Egyesült Királyságban.  1988-as debütáló és 1994-es albuma után ez a harmadik olyan album aminek saját nevét adta címül. Az 1998. március 28-i megjelenés az eredeti borítóval került kiadásra, annak ellenére, hogy Minogue és Sednaoui kapcsolata 1997. végén véget ért.
1997. október 22-én a Bertelsmann Music Group (BMG) kiadta az albumot a japán piacon a "Tears" című bónuszdallal. A következő hónapban az "Impossible Princess" CD és kazetta formátumban megjelent Oroszországban, és Lengyelországban. Az album standard kiadását végül Ausztráliában, Új-Zélandon, és Japánban tették elérhetővé 1998. január elején, Európában és az Egyesült Királyságban pedig márciusban jelent meg. A következő hónapokban Malajziában a BMG kazettán terjesztette, míg a standard kiadás új grafikával Tajvanon jelent meg. A Deconstruction lemondta az album Észak-Amerikai megjelenését, miután amerikai forgalmazója az Imago Records 1994 végén hirtelen bezárt.
2003 májusában az albumot az ausztrál és új-zélandi Festival Mushroom, és a BMG Európai és Egyesült Királyság-beli régiókban dupla CD albumként remaszterelték. A kiadás tartalmazott egy bónuszlemezt remixekkel, és három kiadatlan dalt: „Love Takes Over Me”, „Tears” és „This Girl”. Az album újrakiadása után újra "Impossible Princessként" forgalmazták Európában és az Egyesült Királyságban. 2022. októberében a 25. évfordulós megjelenés alkalmával a BMG először jelentette meg bakelit lemezen, az eredeti "Impossible Princess" nevet használva három különböző színű vinylen, átlátszó és picture disk változatban is.

## Megjelenések
| Régió              | Dátum              | Cím                 | Formátum           | Kiadás                              | Label             | Ref(s). |
| ------------------ | ------------------ | ------------------- | ------------------ | ----------------------------------- | ----------------- | ------- |
| Japán              | 1997. október 22.  | Impossible Princess | CD                 | Bonus edition                       | BMG               | [ 92 ]  |
| Oroszország        | 1997. október 22.  | Impossible Princess | CD                 | Standard edition                    | Deconstruction    | [ 93 ]  |
| Lengyelország      | 1997. október 22.  | Impossible Princess | MC                 | Standard edition                    | Deconstruction    | [ 94 ]  |
| Ausztrália         | 1998. január 12.   | Impossible Princess | CD                 | Standard edition lenticular edition | Mushroom          |         |
| Új-Zéland          | 1998. január 12.   | Impossible Princess | CD                 | Standard edition lenticular edition | Mushroom          |         |
| Japán              | 1998. január 12.   | Impossible Princess | CD                 | Standard edition lenticular edition | Mushroom          |         |
| Egyesült Királyság | 1998. március 28.  | Kylie Minogue       | CD                 | Standard edition lenticular edition | Deconstruction    | [ 95 ]  |
| Európa             | 1998. március 28.  | Kylie Minogue       | CD                 | Standard edition lenticular edition | Deconstruction    | [ 95 ]  |
| Malajzia           | 1998. március 28.  | Impossible Princess | Kazetta            | Standard edition                    | BMG               | [ 96 ]  |
| Tajvan             | 1998. március 28.  | Impossible Princess | CD                 | Standard edition                    | BMG               | [ 97 ]  |
| Ausztrália         | 2003. március 23.  | Impossible Princess | CD                 | Special double disc edition         | Festival Mushroom | [ 98 ]  |
| Új-Zéland          | 2003. március 23.  | Impossible Princess | CD                 | Special double disc edition         | Festival Mushroom | [ 98 ]  |
| Egyesült Királyság | 2003. március 23.  | Impossible Princess | CD                 | Special double disc edition         | BMG               | [ 90 ]  |
| Japán              | 2003               | Impossible Princess | CD                 | Special double disc edition         | Deconstruction    | [ 99 ]  |
| Világszerte        | 2008. november 18. | Impossible Princess | Digitális letöltés | Standard edition                    | Mushroom          | [ 100 ] |
| Világszerte        | 2008. november 18. | Impossible Princess | Digitális letöltés | Special edition                     | BMG               | [ 101 ] |
| Világszerte        | 2022. október 21.  | Impossible Princess | LP Picture disc    | 25th Anniversary edition            | BMG               | [ 91 ]  |